# カルバジェード

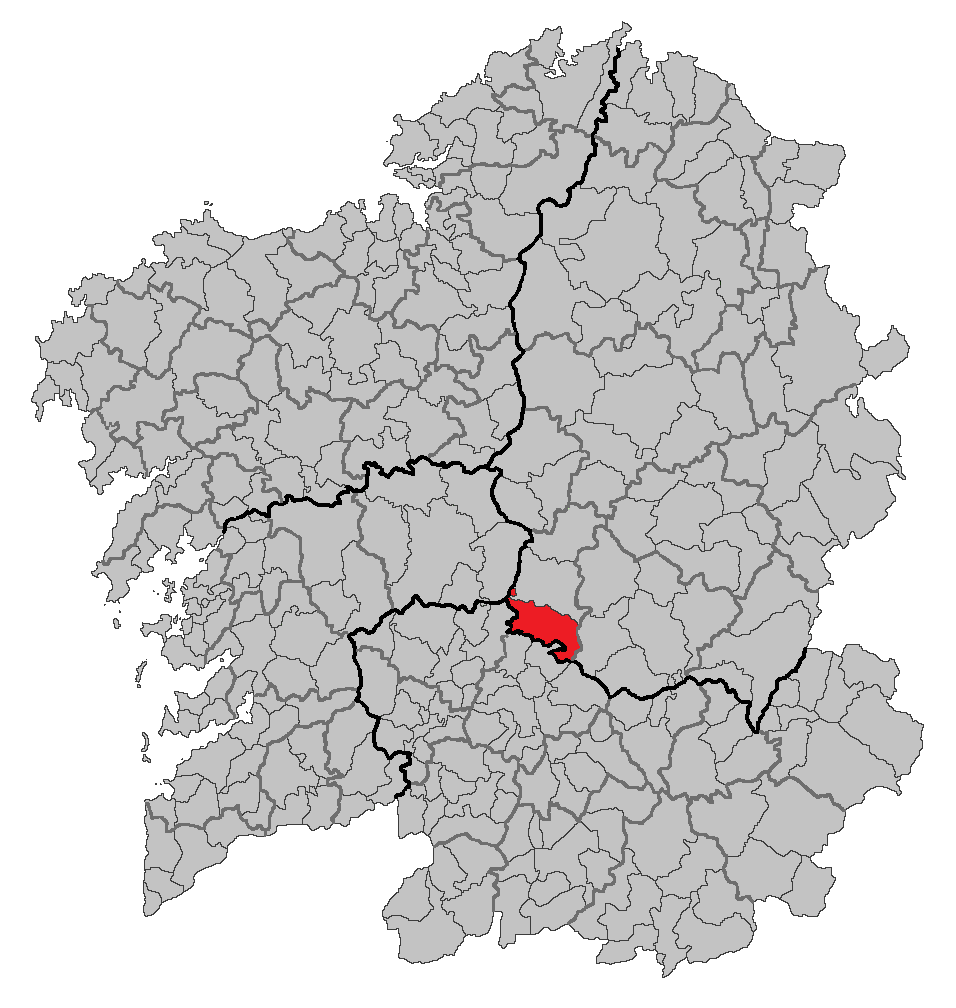

カルバジェード（Carballedo）は、スペイン、ガリシア州、ルーゴ県の自治体。コマルカ・デ・チャンターダに属す。ガリシア統計局によれば、2009年の人口は2,752人（2006年:2,929人、2005年:3,010人、2004年:3,055人、2003年:3,061人）。
ガリシア語話者の自治体人口に占める割合は99.47％（2001年）。

## 地理
カルバジェードはルーゴ県の南西部に位置し、コマルカ・デ・チャンターダに属する。北はチャンターダと、東はパントンと、南はア・ペローシャとビラマリンと、西はサン・クリストーボ・デ・セアとロデイロ（ポンテベドラ県）の各自治体と隣接する。自治体中心地区はロウサーダ教区のア・バレーラ地区。

### 人口
| カルバジェードの人口推移 1900－2010                     |
|                                                         |
| 出典:INE（スペイン国立統計局）1900年 - 1991年、1996年 - |

## 政治
自治体首長はガリシア国民党（PPdeG）のフリオ・マヌエル・イェブラ＝ピメンタル・ブランコ（Julio Manuel Yebra-Pimentel Blanco）で、自治体評議員は、ガリシア国民党：7、ガリシア社会党（PSdeG-PSOE）：2、ガリシア民族主義ブロック（BNG）：2となっている（2007年の自治体選挙の結果、得票順）。

## 教区
カルバジェードは24の教区に分けられる。太字は自治体中心地区のある教区。
- アグアーダ（サンタ・バイア）
- ブシーニョス（サン・ミゲル）
- カルバジェード（サンタ・マリーア）
- カルテーロス（サント・エステーボ）
- カストロ（サン・クリストーボ）
- チョウサン（サント・エステーボ）
- ア・コバ（サン・ショアン）
- エルベデイロ（サン・ペドロ）
- フルコ（サン・グレゴーリオ）
- ロベージェ（サン・クリストーボ）
- ロウサーダ（サンティアーゴ）
- マルサス（サンタ・マリーア）
- ミジェイロス（サン・ショアン）
- オレイロス（サン・ミゲル）
- プラデーダ（サンティアーゴ）
- サン・マメーデ・デ・ロウサーダ（サン・マメーデ）
- サン・ロマーオ・デ・カンポス（サン・ロマーオ）
- サン・サルバドール・デ・ブバル（サン・サルバドール）
- サンタ・バイア・デ・ブバル（サンタ・バイア）
- サンタ・クリスティーナ・デ・アスマ（サンタ・クリスティーナ）
- サンタ・マリーニャ・ド・カストロ（サンタ・マリーニャ）
- テーメス（サンタ・マリーア）
- ベアスコス（サンタ・マリーニャ）
- ビラキンテ（サンタ・マリーア）